# Chocontá (ort)
Chocontá är en ort i Colombia.   Den ligger i departementet Cundinamarca, i den centrala delen av landet, 70 km nordost om huvudstaden Bogotá. Chocontá ligger 2 656 meter över havet och antalet invånare är 7 592.
Terrängen runt Chocontá är kuperad. Runt Chocontá är det ganska glesbefolkat, med 45 invånare per kvadratkilometer. Chocontá är det största samhället i trakten. I omgivningarna runt Chocontá växer i huvudsak städsegrön lövskog.